# Батура (випічка)
Бхатура (також відомо як Батура, Бхатура, Патора або тамільське Пурі) (гінді भटूरा, урду بھٹورا, пенджаб. ਭਟੂਰਾ) — це пухкий просмажений хліб, розповсюджений на індійському субконтиненті. Є також варіанти Алу батура (aloo bhatura) (батура смажена з картоплею) та панір батура (paneer bhatura) батура з сиром. Зазвичай батуру їдять разом з карі, Чаат масала, чи з традиційною стравою Клое батура.

## Інгредієнти
Класичний рецепт включає в себе Борошно (maida), дахі (yogurt), гхі або олія, дріжджі або розпушувач. Після того як замісили тісто, його залишають підійматись, після, маленькі кульки розкочують за допомогою качалки. Потім хлібці добре просмажують поки вони не стануть злегка присмажені, м'якими та пухнастими.
Не жирний варіант кульча, який можна обсмажити або приготувати на плоскій сковороді й прикрасити листям коріандру. Готується з того ж самого тіста.